# 山中貞雄
山中貞雄（1909年11月7日—1938年9月17日）是一位日本電影導演與編劇，也是發展時代劇的重要人物之一。山中貞雄的作品大都毀於第二次世界大戰中，只有3部電影流傳下來。

## 生平
生於京都，1927年進入日本電影界，1932年首次執導電影，即受到好評，被視為天才青年導演，之後五年間執導了26部時代劇電影。
1937年8月25日，在生平代表作《人情紙風船》首映當天收到了徵兵令，編入中島今朝吾中將指揮的北支那方面第2軍第16師團步兵第9連隊第1大隊第3小隊，擔任第2分隊長，參加侵華戰爭。1937年12月參與了南京戰役，之後轉戰中國各地，1938年9月17日在河南開封的日軍野戰醫院中因痢疾病死，最終軍階為陸軍步兵曹長。

## 現存作品
- 1935年：《丹下左膳余話 百萬両の壺》
- 1936年：《河内山宗俊》
- 1937年：《人情紙風船》

## 外部連結
- Sadao Yamanaka at strictly film school
- 山中貞雄在互联网电影资料库（IMDb）上的資料（英文）